# Epik High
Epik High (Э́пик Хай, кор. 에픽하이) — южнокорейская хип-хоп-группа из Сеула.

## Состав
- Табло[англ.] (англ. 타블로, англ. Tablo)
- Митра Чин[англ.] (кор. 미쓰라 진, англ. Mithra Jin)
- DJ Тукутц[англ.] (кор. DJ 투컷, англ. DJ Tukutz)

## Дискография
- См. статью «Epik High discography» в английском разделе.

## Премии и номинации
- См. «Epik High § Awards» в английском разделе.